# Фролово (сільське поселення присілок Верхова)
Фролово (рос. Фролово) — село в Сухиницькому районі Калузької області Російської Федерації.
Населення становить 6 осіб. Входить до складу муніципального утворення Присілок Верхова.

## Історія
Від 2004 року входить до складу муніципального утворення Присілок Верхова

## Населення
| 2002 | 2010 |
| ---- | ---- |
| 5    | ↗6   |